# Lucas de Deus Santos
Lucas de Deus Santos (Belo Horizonte, 1982. október 9. –), legtöbbször egyszerűen Cacá, brazil labdarúgó, az EC Santo André középpályása. Bátyjai közül Dedé és Leandro is labdarúgó, mindhárman játszottak az Atlético Mineiróban és Németországban, bátyjai ráadásul együtt is játszottak a Dortmundban, igaz, az egyszeres válogatott Dedé több mint 300 meccset játszott a klubnál, míg Leandro csak tizenkettőt.